# Aptalis
Aptalis était un laboratoire pharmaceutique américain et canadien dans le domaine des produits gastro-intestinaux. 
En 2014, Aptalis a été racheté par le laboratoire pharmaceutique américain Forest Laboratories, lui-même racheté le laboratoire pharmaceutique américain Actavis, désormais établi sous le nom de Allergan. 
Aptalis était née en 2011 du rachat de la société Eurand Pharmaceuticals par la société Axcan Pharma[source secondaire souhaitée].